# 松村劭
松村 劭（まつむら つとむ、1934年 - 2010年1月28日）は、日本の陸上自衛官、軍事評論家。専門は戦略・戦術研究・情報分析。デュピュイ戦略研究所東アジア代表を務め、国際戦略研究所会員であった。大阪府出身。東京都に在住した。

## 経歴
- 1934年（昭和9年）：大阪府で生まれる。
- 1958年（昭和33年）防衛大学校卒（第2期）。
- 1967年（昭和42年）：陸上自衛隊幹部学校指揮幕僚課程修了。
- 1976年（昭和51年）：インド国防参謀大学卒。
- 1978年（昭和53年）：国連会議「特定通常兵器の使用の制限または禁止に関するジュネーブ条約」のために、防衛庁から外務省に出向。スイスにて戦時国際法と列国の状況の調査を行う。
- 1981年（昭和56年）：アメリカ陸軍指揮幕僚大学名誉卒業。
- 1985年（昭和60年）：依願退官。その後、日立製作所で戦車技師として勤務。
- 1994年（平成6年）：本格的な著述活動に入る。

陸上自衛隊在隊間は陸上幕僚監部情報幕僚、同指揮幕僚、西部方面総監部防衛部長、第7師団第7戦車大隊長（当時。現・第71戦車連隊）、富士学校機甲科部副部長等の要職を歴任した。国際活動では、アメリカ陸軍指揮幕僚大学教官、在ジュネーブ軍縮代表部スタッフを経験している。
また、陸上自衛隊幹部学校時代の学友である楊鴻儒退役大佐との再会をきっかけに台湾を訪問。デュピュイ戦略研究所で考案された「定量的戦術判定法」（TNDM）の基本理論を、中華民国軍陸軍参謀本部の作戦部の人々に説明した。
2010年（平成22年）1月28日午後9時23分、十二指腸癌および肝臓、腹膜転移のため自衛隊富士病院で死去。叙正五位、瑞宝小綬章追贈。

## 主要著作
- 『国際平和維持活動』（ダイヤモンド社）1992年6月 ISBN 447843008X
- 『戦争学』（文春新書）1998年12月 ISBN 4166600192
- 『新・戦争学』（文春新書）2000年8月 ISBN 4166601172
- 『名将たちの戦争学』（文春新書）2001年6月 ISBN 4166601768
- 『ゲリラの戦争学』（文春新書）2002年6月 ISBN 4166602543
- 『海から見た日本の防衛―対馬海峡の戦史に学ぶ』（PHP新書）2003年7月 ISBN 4569629482
- 『平和のための「戦争学」』（PHP研究所）2003年10月 ISBN 4569631681
- 『勝つための状況判断学―軍隊に学ぶ戦略ノート（PHP新書）2003年11月 ISBN 4569632645
- 『台湾海峡、波高し　素顔の台湾軍』（文春ネスコ）2003年12月 ISBN 4890361952
- 『名将たちの指揮と戦略 勝つためのリーダー学』（PHP新書）2004年12月 ISBN 4569640389
- 『中国の瀬戸際戦略　「反日」の裏に隠された「反米」を読み解く』（芙蓉書房出版）2005年12月 ISBN 4829503688
- 『ナポレオン戦争全史』（原書房）2005年12月 ISBN 4562039531
- 『スイスと日本 国を守るということ -「永世中立」を支える「民間防衛」の知恵に学ぶ 』（祥伝社）2005年12月 ISBN 4396681062
- 『オペレーショナル・インテリジェンス―意思決定のための作戦情報理論』（日本経済新聞社）2006年2月 ISBN 4532165547
- 『戦術と指揮―命令の与え方・集団の動かし方』（PHP文庫）2006年3月 ISBN 4569665969
- 『三千年の海戦史』（中央公論新社） 2006年6月 ISBN 4120037428。中公文庫 上下、2010年
- 『戦争学のすすめ』（光人社） 2006年12月 ISBN 4769813279
- 『「まさか！」の発想・名将の計略』（PHP研究所） ISBN 4569695051
- 『14歳からの戦争学』（エイチアンドアイ・H＆I新書）2007年12月 ISBN 4901032917
- 『名将たちの決定的戦術』（PHP文庫）2007年12月 ISBN 4569668143
- 『ビジネスマンのための情報戦入門』（日経ビジネス人文庫）2008年4月 ISBN 4532194393
- 『図解 世界史が簡単にわかる戦争の地図帳』（三笠書房） 2008年11月 ISBN 4837977502
- 『世界の名将 決定的名言』（PHP研究所） 2009年5月 ISBN 4569671373
- 『世界全戦争史』（エイチアンドアイ） 2010年11月 ISBN 4901032968
- 『日本人のための戦争学入門』産経NF文庫、2022年。新編 ISBN 978-4-7698-7054-8